# Torneo Godó 1982
Il Torneo Godó 1982 è stato un torneo di tennis giocato sulla terra rossa. È stata la 30ª edizione del Torneo Godó,
che fa parte del Volvo Grand Prix 1982. Si è giocato al Real Club de Tenis Barcelona di Barcellona in Spagna, dal 4 al 10 ottobre 1982.

## Campioni

### Singolare
Mats Wilander ha battuto in finale  Guillermo Vilas con il punteggio di 6–3, 6–4, 6–3

### Doppio
Anders Järryd /  Hans Simonsson hanno battuto in finale  Carlos Kirmayr /  Cássio Motta con il punteggio di 6–3, 6–2